# Município de North Bloomfield
O município de North Bloomfield (em inglês: North Bloomfield Township) é um município localizado no condado de Morrow no estado estadounidense de Ohio. No ano de 2010 tinha uma população de 1.863 habitantes e uma densidade populacional de 24,25 pessoas por km².

## Geografia
O município de North Bloomfield encontra-se localizado nas coordenadas 40° 40′ 31″ N, 82° 43′ 56″ O. Segundo a Departamento do Censo dos Estados Unidos, o município tem uma superfície total de 76.83 km², da qual 76,82 km² correspondem a terra firme e (0,02 %) 0,02 km² é água.

## Demografia
Segundo o censo de 2010, tinha 1.863 habitantes residindo no município de North Bloomfield. A densidade populacional era de 24,25 hab./km². Dos 1.863 habitantes, o município de North Bloomfield estava composto pelo 97,48 % brancos, o 0,05 % eram afroamericanos, o 0,32 % eram amerindios, o 0,75 % eram asiáticos, o 0,11 % eram de outras raças e o 1,29 % eram de uma mistura de raças. Do total da população o 1,4 % eram hispanos ou latinos de qualquer raça.